# Nok Air
Nok Air – tajskie tanie linie lotnicze z siedzibą w Bangkoku. Głównym hubem jest port lotniczy Bangkok-Don Muang. W listopadzie 2024 obsługiwały połączenia na 16 kierunkach krajowych i 5 międzynarodowych.
Agencja ratingowa Skytrax przyznała linii trzy gwiazdki.

## Flota
Według stanu na luty 2025 flota Nok Air składała się z 14 samolotów o średnim wieku 10,8 lat:
| Samolot        | Samolot | Samolot   | Liczba miejsc | Uwagi |
| Model          | Aktywne | Zamówione | Liczba miejsc | Uwagi |
| -------------- | ------- | --------- | ------------- | ----- |
| Boeing 737-800 | 14      | -         | 189           |       |
| Łącznie        | 14      | 0         |               |       |